# Bidessus cacozelus
Bidessus cacozelus är en skalbaggsart som beskrevs av Omer-cooper 1931. Bidessus cacozelus ingår i släktet Bidessus och familjen dykare. Inga underarter finns listade i Catalogue of Life.